# Participant Media
Participant Media (anciennement Participant Productions) est une société américaine de production de cinéma et télévision, créée par Jeffrey Skoll en 2004,.
Cette entreprise est considérée comme étant active politiquement. La plupart des films s'inspirent de sujets réels avec une volonté de souligner le changement social,,.

## Historique

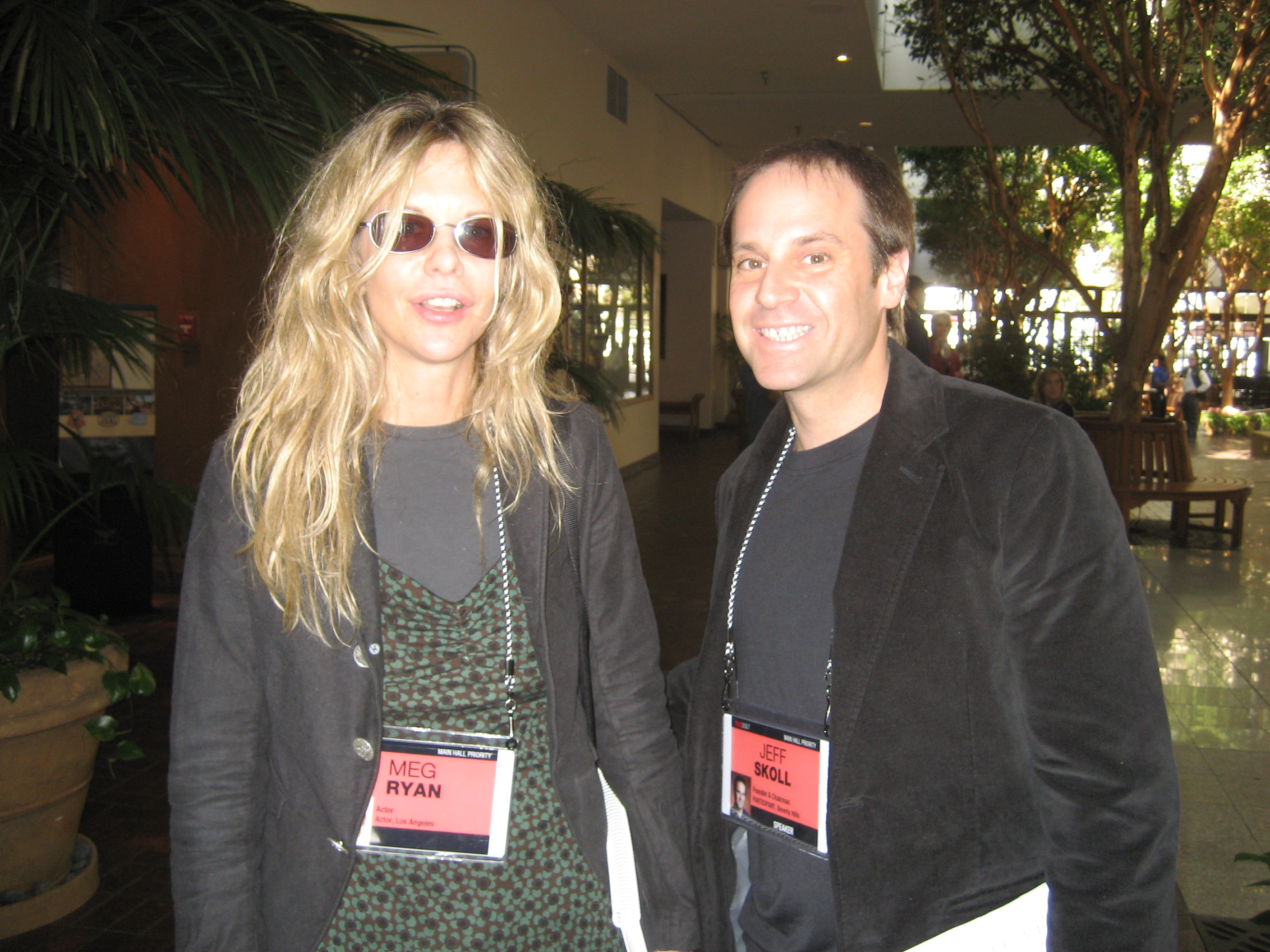
Jeffrey Skoll, ici avec Meg Ryan en 2007, est le fondateur de la société.

L'entreprise est fondée en janvier 2004 sous le nom de Participant Productions par Jeffrey Skoll, ancien président d'eBay. Le but initial est de produire des films commercialement viables, mais également socialement pertinents. En 2001, Jeffrey Skoll avait auparavant co-fondé Ovation Entertainment, une société startup de production de films, qu'il a ensuite quitté en 2003,.
À ses débuts, la société distribue notamment sur le sol américain le documentaire israélo-néerlandais Les Enfants d'Arna. Le premier long-métrage de fiction produit par Participant Productions est Good Night and Good Luck de George Clooney, qui sort en 2005. Ce film revient sur les actions de journalistes comme Edward R. Murrow et Fred W. Friendly dans les années 1950 pour stopper le sénateur Joseph McCarthy.
En mars 2008, Participant Productions devient Participant Media, pour refléter l'expansion de la société dans la production télévisée et dans d'autres médias.

### Pivot
La société lance son network de télévision Pivot (en) en août 2013. La chaine diffuse notamment l'émission HitRecord on TV (en) de Joseph Gordon-Levitt, des documentaires ou encore des rediffusions de séries télévisées comme Buffy contre les vampires, Friday Night Lights, Veronica Mars...

## Filmographie
N.B. : jusqu'en 2008, la société est nommée Participant Productions.

### Fictions
- 2005 : Good Night and Good Luck de George Clooney
- 2005 : L'Affaire Josey Aimes (North Country) de Niki Caro
- 2005 : American Gun d'Aric Avelino
- 2005 : Syriana de Stephen Gaghan
- 2006 : Fast Food Nation de Richard Linklater
- 2007 : Chicago 10: Speak Your Peace de Brett Morgen
- 2007 : The Visitor de Thomas McCarthy
- 2007 : Les Cerfs-volants de Kaboul (The Kite Runner) de Marc Forster
- 2007 : La Guerre selon Charlie Wilson (Charlie Wilson's War) de Mike Nichols
- 2009 : Le Soliste (The Soloist) de Joe Wright
- 2009 : The Informant! de Steven Soderbergh
- 2010 : The Crazies de Breck Eisner
- 2010 : La forêt contre-attaque (Furry Vengeance) de Roger Kumble
- 2010 : Fair Game de Doug Liman
- 2011 : Le Complexe du castor (The Beaver) de Jodie Foster
- 2011 : La Couleur des sentiments (The Help) de Tate Taylor
- 2011 : En secret (Circumstance) de Maryam Keshavarz (distribution uniquement)
- 2011 : Contagion de Steven Soderbergh
- 2012 : No de Pablo Larraín
- 2012 : Indian Palace (The Best Exotic Marigold Hotel) de John Madden (distribution uniquement)
- 2012 : Lincoln de Steven Spielberg
- 2012 : Promised Land de Gus Van Sant
- 2013 : Infiltré (Snitch) de Ric Roman Waugh
- 2013 : Le Cinquième Pouvoir (The Fifth Estate) de Bill Condon
- 2014 : Cesar Chavez: An American Hero de Diego Luna
- 2014 : El Ardor de Pablo Fendrik
- 2014 : Les Recettes du bonheur (The Hundred-Foot Journey) de Lasse Hallström
- 2014 : Out of the Dark de Lluís Quílez
- 2014 : A Most Violent Year de J. C. Chandor
- 2015 : Indian Palace : Suite royale (The Second Best Exotic Marigold Hotel) de John Madden
- 2015 : The Light Between Oceans de Derek Cianfrance
- 2015 : Spotlight de Thomas McCarthy
- 2015 : Beasts of No Nation de Cary Joji Fukunaga
- 2015 : Le Pont des espions (Bridge of Spies) de Steven Spielberg
- 2016 : Deepwater (Deepwater Horizon) de Peter Berg
- 2016 : A Monster Calls de Juan Antonio Bayona
- 2016 : Le Procès du siècle de Mick Jackson
- 2019 : Captive State de Rupert Wyatt
- 2022 : White Bird: A Wonder Story de Marc Forster

### Documentaires
- 2003 : Les Enfants d'Arna (Arna's Children) de Juliano Mer-Khamis et Danniel Danniel (distribution uniquement)
- 2005 : Murderball de Henry Alex Rubin et Dana Adam Shapiro
- 2006 : The World According to Sesame Street de Linda Hawkins Costigan et Linda Goldstein-Knowlton
- 2006 : Une vérité qui dérange (An Inconvenient Truth) de Davis Guggenheim
- 2007 : Angels in the Dust de Louise Hogarth
- 2007 : Jimmy Carter - Man from Plains de Jonathan Demme
- 2007 : Darfur Now de Ted Braun
- 2008 : Standard Operating Procedure d'Errol Morris
- 2008 : Pressure Cooker de Mark Becker et Jennifer Grausman
- 2008 : Food, Inc. de Robert Kenner
- 2009 : The Cove : la baie de la honte (The Cove) de Louie Psihoyos
- 2009 : Océans de Jacques Perrin et Jacques Cluzaud
- 2010 : Casino Jack and the United States of Money d'Alex Gibney
- 2010 : Waiting for Superman de Davis Guggenheim
- 2010 : Countdown to Zero de Lucy Walker
- 2010 : Climate of Change de Brian Hill
- 2011 : À la une du New York Times (Page One: Inside the New York Times) d'Andrew Rossi
- 2011 : Last Call at the Oasis de Jessica Yu
- 2012 : A Place at the Table de Kristi Jacobson et Lori Silverbush
- 2012 : State 194 de Dan Setton
- 2013 : The Unknown Known d'Errol Morris
- 2013 : Dispatch: Turning the Tide (mini-série TV)
- 2013 : Teach (TV) de Davis Guggenheim
- 2014 : Ivory Tower d'Andrew Rossi
- 2014 : The Internet's Own Boy: The Story of Aaron Swartz de Brian Knappenberger
- 2014 : Merchants of Doubt de Robert Kenner
- 2014 : Citizenfour de Laura Poitras